# Priapisme
El priapisme és una erecció mantinguda i dolorosa del penis, sense relació amb l'estímul sexual. Aquesta erecció només afecta els cossos cavernosos del penis, de tal manera que els cossos esponjosos no hi participen (el gland es mostra flàccid, per tant). El mot prové del déu grec Príap, divinitat grega relacionada amb la fecunditat.
Els cossos cavernosos es congestionen i no poden evacuar correctament la sang que contenen, que pot coagular-se i mantenir el procés. Hi ha dos tipus de priapisme: de baix flux (venooclusiu) i d'alt flux arterial; d'un 80% a un 90% dels priapismes són trastorns de baix flux. El de baix flux implica que la sang del cos del penis no es buida. El d'alt flux implica un curtcircuit arteriovenós en el sistema vascular del penis. El tractament és diferent per a cada tipus. El tractament ràpid pot ser beneficiós per a una recuperació funcional.

## Causes
El priapisme pot ser primari o secundari a diverses causes, com:
- Trastorns hematològics com l'anèmia de cèl·lules falciformes, talassèmia, malaltia de Fabry.
- Trastorns neurològics amb lesions (per exemple: esclerosi múltiple) o traumatismes de la medul·la espinal.
- Deficiència de glucosa-6-fosfat-deshidrogenasa
- Neoplàsies malignes: pròstata, bufeta, leucèmia, policitèmia.
- Fàrmacs: Els medicaments més comuns que causen priapisme són les injeccions intracavernoses per al tractament de la disfunció erèctil (papaverina, alprostadil). Altres grups reportats són alguns antihipertensius, antipsicòtics (per exemple, clorpromazina, clozapina), antidepressius (especialment trazodona), antiepilèptics i estabilitzadors de l'estat d'ànim medicaments com el valproat de sodi,[2] anticoagulants.
- Drogues: alcohol, heroïna i cocaïna.

En medicina veterinària el priapisme causa problemes en la munta dels animals, ja que si no es pot resoldre l'erecció del semental, el penis no es podrà retreure dins el prepuci i hi haurà una parafimosi. Es pot intentar tractar aplicant aigua freda i vigilant que no es lesioni, si no, amb cirurgia.

## Complicacions
La principal conseqüència de priapismes perllongats és una disfunció erèctil permanent.

## Tractament
És possible la remissió espontània, però un priapisme perllongat, de durada superior a dues o tres hores és tributari d'atenció urològica urgent.